# Crewe
Crewe este un oraș în comitatul Cheshire, regiunea North West, Anglia. Orașul se află în districtul Crewe and Nantwich a cărui reședință este. Mare nod de cale ferată cu triaj desființat.
Crewe este cunoscut datorită asocierii acestuia cu compania Rolls-Royce ce a avut aici linia de asamblare a automobilelor între 1946 și 2002. De la sfârșitul lui 2002, uzina situată în vestul orașului asamblează exclusiv automobile sub marca Bentley. De asemenea orașul mai este cunoscut pentru Uzinele Crewe, care au construit multe locomotive.